# 林伯强
林伯强，经济学家，厦门大学管理学院教授，主要从事能源经济、能源政策、技术经济等方面的研究工作。入选中华人民共和国教育部2007年度"长江学者"特聘教授。